# Antti Tuuri
Antti Elias Tuuri (født 1. oktober 1944 i Kauhava) er en finsk forfatter. Han er bedst kendt for sine bøger der finder sted i Södra Österbotten. Flere af hans værker er også blevet filmatiseret.
Turri er oprindeligt uddannet ingeniør. Han blev i 1985 tildelt Nordisk Råds Litteraturpris for sin bog Arven (originaltitel: Pohjanmaa). I 1997 modtog han Finlandia-prisen for romanen Lakeuden kutsu.